# Туристът (филм, 2010)
„Туристът“ е американски романтичен трилър режисиран от Флориан Хенкел фон Донерсмарк, с участието на Джони Деп и Анджелина Джоли.

## Сюжет
Франк (Джони Деп) е американски турист, който посещава Италия, за да забрави жената, която го изоставя след една голяма любов. Във влака за Венеция с него се запознава красивата Елиз (Анджелина Джоли), която го привлича. Франк се отдава на увлечението, но в един момент разбира, че всеки контакт с тайнствената дама е опасен за живота му.

## В ролите
- Джони Деп като Франк Тупело
- Анджелина Джоли като Елиз Клифтон-Уард
- Пол Бетани като инспектор Джон Ачесън
- Тимъти Долтън като инспектор Джоунс
- Стивън Беркоф като Реджиналд Шоу